# Frank Kelly (mathématicien)
Pour les articles homonymes, voir Kelly.
Francis Patrick Kelly (né le 28 décembre 1950) est un mathématicien britannique, professeur de mathématiques des systèmes au Laboratoire de Statistique de l'université de Cambridge. Il a servi en tant que maître au Christ's College, à Cambridge, de 2006 à 2016. Il est spécialisé en théorie des probabilités et en théorie des files d'attente.

## Carrière et travaux
Les centres d'intérêt de recherche de Kelly concernent les processus stochastiques, la théorie des réseaux et l'optimisation, en particulier dans les très grands systèmes tels que les télécommunications ou les réseaux de transport. Dans les années 1980, il a travaillé avec des collègues à Cambridge et aux laboratoires de recherche de British Telecom sur le routage alternatif dynamique (en) dans les réseaux de téléphone, qui a été mis en œuvre sur le réseau téléphonique numérique principal de British Telecom. Il a également travaillé sur la théorie économique de la tarification du contrôle de la congestion et la juste répartition des ressources de l'internet. De 2003 à 2006, il a servi en tant que conseiller scientifique en chef du Gouvernement britannique pour le ministère des Transports du Royaume-Uni.
Kelly est élu Fellow de la Royal Society en 1989. En décembre 2006, il est élu 37e maître du Christ's College, à Cambridge. Il est nommé commandeur de l'ordre de l'Empire britannique (CBE) en 2013, pour les services à la science mathématique.

## Prix et distinctions
- 1979 Prix Rollo-Davidson de l'université de Cambridge
- 1989 Médaille Guy d'argent de la Royal Statistical Society
- 1989 membre de la Royal Society
- 1992 Prix Frederick W. Lanchester de l'INFORMS
- 1997 Prix Naylor de la London Mathematical Society
- 2001 Docteur honoraire de l'université Heriot-Watt[2].
- 2005 Prix Koji Kobayashi (en) de l'IEEE
- 2006 Bourse OR par la Operational Research Society (en)
- 2008 Prix de théorie John-von-Neumann de l'INFORMS
- 2009 SIGMETRICS (en) Achievement Award[3]
- 2009 EURO Médaille d'or de la Société européenne de recherche opérationnelle
- 2013 Commandeur de l'ordre de l'Empire britannique[4]
- 2015 Médaille Alexander Graham Bell de l'IEEE, pour « les innovations améliorant l'efficacité de l'accès sans fil à Internet (...) qui est central à l'ensemble de la troisième génération de réseaux cellulaires[5]. »
- 2015 Médaille David-Crighton de la London Mathematical Society et l'Institute of Mathematics and its Applications[6].

## Publications
- F. P. Kelly, Probability, statistics and optimisation : A Tribute to Peter Whittle, Chichester, John Wiley & Sons, 1994